# Agnes E. Wells
Agnes Ermina Wells (Saginaw, 4 de enero de 1876– 6 de julio de 1959)  fue una educadora estadounidense y activista en favor del sufragio de las mujeres en Women's equal rights movement. Decana de la Universidad de Indiana y catedrática universidad de matemáticas y astronomía.

## Biografía
Nació en Saginaw, en el estado de Míchigan, el 4 de enero de 1876. Tenía una hermana, Florence, y un hermano, Ben.
Fue al Instituto de Arthur Hill High School, estuvo un año en la Escuela de Formación del Condado para Profesores de la Saginaw. Wells estudió alemán y música durante un año en Dresde, Alemania. Wells estudió también en el Bryn Mawr College antes de trasladarse a la Universidad de Míchigan, en la que estudió matemáticas y se graduó en 1903. En 1916, obtuvo su Máster de Artes en el Carleton College en Minnesota, donde su campo de estudio fue la astronomía. Después de completar su disertación con A Study of the Relative Proper Motions and Radial Velocities of Stars in the Pleiades Group (Un Estudio de los Movimientos Apropiados Relativos y de las Velocidades Radiales de Estrellas en el grupo de las Pleyades), obtuvo su doctorado en astronomía por la Universidad de Míchigan en 1924.   
Vivió con  Lydia Woodbridge, una profesora de la Universidad de Indiana, que fue identificada como su pareja en Bloomington, Indiana. Woodbridge fue vicedecana y profesora de francés. Cuando Wells dejó de ser decana, Woodbridge también dejó de ser vicedecana y se dedicó por entero a enseñar francés.
Woodbridge murió el 28 de julio de 1946 en Bloomington, Indiana, a la edad de 70 años. Después de su muerte, Wells escribió en una carta a Anita Pollitzer, compañera de Partido, que su “amiga durante 41 años y compañera de piso durante 28 años”  acababa de morir. En sus últimos años vivió con su hermana Florence Wells en Saginaw, Míchigan. Murió allí el 7 de julio de 1959. En 1971, entró a formar parte de la Sala de Fama de Saginaw.

## Trayectoria profesional
Wells trabajó inicialmente como educadora en Crystal Falls en la Península Alta de Míchigan, donde fue la directora del instituto durante el curso escolar de 1904 a 1905. Posteriormente trabajó como profesora de matemáticas en el Instituto Duluth de Minnesota . De 1907 a 1914, fue la directora del departamento de matemáticas. Mientras estudiaba su máster, fue instructora en el Carleton College.
En 1917, se incorporó a la facultad y durante los veranos fue decana de las mujeres en la Universidad de Míchigan en Ann Abor. En la Residencia de Helen Newberry fue la directora social. Posteriormente fue a la Universidad de Indiana y enseñó matemáticas además de ser decana de las mujeres desde principios de 1919.  Wells tutorizó a estudiantes femeninas y las ayudó en la búsqueda de alojamiento, estableciendo además un sistema de habitaciones en la escuela. En 1924, se convirtió en miembro de la Indiana Academy of Science (Academia de Ciencia de Indiana), y empezó a impartir cursos de astronomía. Dejó de ser decana de mujeres en 1938, y  siguió enseñando matemáticas y astronomía en la universidad hasta 1944.  El cuadrángulo de Agnes E. Wells en la Universidad de Indiana comprende cuatro edificios: el Pabellón Morrison, el Pabellón de Sicomoro, el Pabellón Conmemorativo, y el Pabellón Goodbody, todos ellos construidos entre 1925 y 1940.
Desde la American Association of University Women, la Asociación americana de Mujeres Universitarias, estableció una beca por un importe de 1 millón de dólares.
Wells fue activa en muchos clubes y organizaciones. Fundó capítulos del Mortar Board para mujeres veteranas tanto en la Universidad de Míchigan como en la Universidad de Indiana. Fue miembro de la American Association of Deans of Women (Asociación americana de Decanas de Mujeres), de la Míchigan State Society, de la National Education Association (Asociación de Educación Nacional?, de Daughters of the American Revolution y de Phi Beta Kappa.

### Los derechos de las mujeres
Como miembro del National Women's Party (el partido Nacional de la Mujer), y se convirtió en su presidenta en 1949. La organización trabajó en favor del derecho de la mujer al voto a través de la Decimonovena Enmienda a la Constitución y a favor de la Enmienda de Igualdad de Derechos, de la que habló a la subcomisión de Enmiendas Constitucionales del Congreso en 1945.

### Trabajos publicados
Wells, Agnes E. Un Estudio de los Movimientos Apropiados Relativos y Velocidades Radiales de Estrellas en el Pleiades Grupo, Universidad de Míchigan, 1924.